# ČSD-Baureihe M 120.1
Als Baureihe M 120.1 bezeichneten die einstigen Tschechoslowakischen Staatsbahnen ČSD zweiachsige Schienenbusse („kolejový autobus“) für den Lokalbahnverkehr.

## Geschichte
In den 1920er Jahren sah sich die ČSD gezwungen, der wachsenden Konkurrenz des Straßenverkehrs zeitgemäße, schnellere Fahrzeuge entgegenzusetzen. Nach dem erfolgreichen Einsatz schwerer Motor-Triebwagen mit elektrischer Kraftübertragung auf den Hauptbahnen sollten auch auf den Lokalbahnen entsprechende Fahrzeuge zum Einsatz gelangen.
Wie ČKD mit dem M 120.001 entwickelte Škoda in Pilsen 1927 ein Fahrzeug, das auf einem Straßenomnibus basierte. Die ČSD übernahm den Triebwagen und bezeichnete ihn als M 120.101. Der Triebwagen wurde zuerst im Erzgebirge auf der Steilstrecke von Schlackenwerth nach Joachimsthal und ab 10. Dezember 1927 in Südböhmen auf der Strecke Dívčice–Netolice erprobt. Ab 30. Dezember 1927 wurde das Fahrzeug dort planmäßig im Reisezugverkehr verwendet. 1928 lieferte Škoda zehn Serienfahrzeuge, die in Košice und Humenné in der Ostslowakei beheimatet wurden.
Schon während der Erprobung auf der Strecke Dívčice–Netolice zeigten sich einige Mängel, die letztlich dazu führten, dass keine größere Serie beschafft wurde. Der Motor war störanfällig, für den Winterbetrieb war das leichte und ungenügend beheizte Fahrzeug kaum geeignet. Schon bei geringen Schneehöhen verkehrte regelmäßig ein Ersatzzug mit Dampflokomotive. Auf den Endbahnhöfen musste das Fahrzeug darüber hinaus stets auf einer Drehscheibe zeitraubend von Hand gewendet werden.
Beginnend mit dem Baumuster wurden die Fahrzeuge ab 1935 ausgemustert. Ein Teil des slowakischen Verkehrsgebietes um Košice war ab November 1938 infolge des Ersten Wiener Schiedsspruchs wieder Teil Ungarns, worauf die Fahrzeuge M 120.103 und 104 als Cmot 201 und 202 in den Bestand der ungarischen Staatsbahn Magyar Államvasutak (MÁV) eingereiht wurden. Sie kamen 1945 zurück zu den ČSD und wurden 1949 ausgemustert.

## Technische Merkmale
Technisch war das Fahrzeug ein mit einem Schienenfahrwerk ausgestatteter Bus Škoda 550. Als wesentlichster Unterschied zum Straßenfahrzeug besaß der Triebwagen auf beiden Seiten Türen zum Fahrgastwechsel.